# Buotama
La Buotama è un fiume della Russia siberiana orientale, affluente di destra della Lena. Scorre nei distretti Olëkminskij ulus e Changalasskij ulus della Repubblica Autonoma della Sacha-Jacuzia.
Il bacino del fiume si estende per la grande maggioranza nel vasto Altopiano della Lena; il fiume nasce dalle estreme propaggini settentrionali dell'Altopiano dell'Aldan e scorre in direzione mediamente est-nordest con un percorso grossolanamente parallelo a quello della Lena, nella quale sfocia a 1 609 km dalla foce, 200 km circa a monte di Jakutsk.
Non incontra centri urbani di rilievo nel suo corso; è gelato, mediamente, da ottobre a fine aprile-maggio.